# Hawthorne, Kalifornien
Hawthorne är en stad (city) i Los Angeles County, i delstaten Kalifornien, USA. Enligt United States Census Bureau har staden en folkmängd på 84 905 invånare (2011) och en landarea på 15,8 km².